# Saint-Bresson (Gard)
 Saint-Bresson  es una población y comuna francesa, situada en la región de Languedoc-Rosellón, departamento de Gard, en el distrito de Le Vigan y cantón de Sumène.

## Demografía
| 82 | 73 | 69 | 53 | 48 | 52 |
| Para los censos de 1962 a 1999 la población legal corresponde a la población sin duplicidades (Fuente: INSEE [Consultar]) |    |    |    |    |    |